# Georgia Lee
Georgia Lee (* ca. 1921 in Cairns, Queensland als Dulcie Pitt; † 23. April 2010 ebenda) war eine australische Blues- und Jazzsängerin.

## Leben und Wirken
Aunty Dulcie Pitt, die als erste indigene Jazzsängerin Australiens gilt, wuchs in Cairns auf. Ihr Vater stammte aus Jamaika, ihre Mutter hatte Aborigines, isländische, schottische und indische Vorfahren. Sie gründete bereits als Jugendliche mit ihren zwei Schwestern Sophie and Heather Pitt die Gesangsformation Harmony Sisters, begleitet von ihrem Bruder Wally als Gitarristen. Nach Kriegsausbruch arbeitete sie bei den US-Streitkräften und trat in der Truppenunterhaltung auf. Durch das Interesse der Soldaten an Jazz und Blues begann sie, sich diesen Stilrichtungen zuzuwenden; nach Kriegsende trat sie dann in Sydney in Clubs auf und nahm das Pseudonym Georgia Lee an. Mit dem befreundeten indigenen Sänger Harold Blair nahm sie 1951 an der Moomba Celebration teil, beworben als eine Show der Aborigines. In den 1950er Jahren konzertierte sie in Londons Royal Festival Hall mit der Geraldo Dance Band; in Australien ging sie Ende der 1950er Jahre mit Nat King Cole und seinem Trio auf Tournee, sang in der Graeme Bell Jazz Band, mit Geraldo, Bruce Clarke, der Port Jackson Jazz Band, George Trevare und dem Max Williams Quintett und hatte Fernsehauftritte (Bandstand und Graham Kennedys In Melbourne Tonight). 1962 erschien ihr Album Georgia Lee Sings the Blues Down Under, das 2009 in das Sounds Of Australia Register aufgenommen wurde: Es war zugleich das erste australische Stereo-Album und das zweite Album, das von einer Künstlerin in Australien aufgenommen wurde.
Lee war die erste indigene australische Künstlerin, die ein Album einspielte und die Blues-Songs aufnahm. Der australische Radiosender ABC ehrte sie mit einer Dokumentation über ihre Karriere.

## Diskografie
- Georgia Lee Sings the Blues Down Under (Crest, 1962)
- „It’s A Lovely Day Tomorrow“ (1961) Rex
- „Graeme Bell Jazz Concert: EPs 1 and 5“ (1949)
- „Graeme Bell Jazz Concert: EPs 10 and 14“ (1949)
- „Graeme Bell Jazz Concert: EPs 19 and 23“ (1949)
- Bruce Clarke Quintones – St Louis Blues (Jazzart, 1951)
- Bruce Clarke Quintones – Blue Moon (Jazzart, 1951)